# Zingaro/Bella ma
Zingaro/Bella ma è un singolo del cantautore italiano Umberto Tozzi, pubblicato su vinile a 45 giri nel 1978.
I brani furono estratti dall'album Tu dello stesso anno.